# Gerhard Siebholz
Gerhard Siebholz (* 4. April 1932 in Eberswalde; † 13. Februar 2003 in Berlin) war ein deutscher Schlager- und Musical-Komponist. Er gehörte zu den bekanntesten Komponisten in der DDR.

## Leben
Bereits als Schüler hatte Gerhard Siebholz eine eigene Band. Nach dem Studium zum Tonmeister an der Hochschule für Musik in Berlin startete Gerhard Siebholz in den 50er-Jahren seine Karriere als Komponist, Arrangeur, Produzent und Tonmeister beim VEB Deutsche Schallplatten Berlin, wo er in den 60er und 70er Jahren Aufnahmen des Unterhaltungsmusiklabels Amiga betreute. Über 1000 Schlager hat er geschrieben, unter anderem für Ruth Brandin, Monika Hauff und Klaus Dieter Henkler und Chris Doerk. Auch für internationale Künstler komponierte er, u. a. für Nina Lizell und Lili Ivanova. Viele populäre Hits schrieb er für seine Frau, die Sängerin Britt Kersten. Außerdem komponierte er Filmmusiken für die DEFA. Die Titelmelodie der DDR-Nachrichtensendung Aktuelle Kamera stammte ebenfalls von ihm. 1972 wurde er mit dem Kunstpreis der DDR ausgezeichnet.
Gerhard Siebholz war seit den frühen 60er Jahren mit Britt Kersten verheiratet und verstarb am 13. Februar 2003 in einem Berliner Krankenhaus an Herzversagen.

## Werke

### Schlager
- Ruth Brandin:
  - Morgenstunde hat Gold im Munde
  - Guten morgen, lieber Sonnenschein
- Nina Lizell:
  - Lass mich bitte nicht warten
  - Fahr mit mir Auto
- Hauff und Henkler:
  - Das war ein Meisterschuss
  - Heut ist wieder Vollmond
  - Gib dem Glück eine Chance
- Chris Doerk:
  - Jedes junge Mädchen wird mal geküsst
  - Das wird ja immer schöner
- Britt Kersten:
  - Blond wird groß geschrieben
  - Von Wiedersehen zu Wiedersehen
  - Männer müssen Männer sein
  - Glück ist mehr als nur ein Wort

### Filmmusik
- 1965: Der Frühling braucht Zeit
- 1967: DEFA 70
- 1967: Hochzeitsnacht im Regen
- 1972: Nicht schummeln, Liebling!
- 1990: Die Architekten (Musikvorlage)

### Heiteres Musiktheater
Ferien mit Max Musical – Textbuch von Goetz Jaeger – Uraufführung: 27. März 1986, Metropoltheater Berlin